# جيم بيشوب (صحفي)
جيم بيشوب (بالإنجليزية: Jim Bishop)‏ هو صحفي أمريكي، ولد في 21 نوفمبر 1907 في جيرسي سيتي في الولايات المتحدة، وتوفي في 26 يوليو 1987 في دلراي بيتش في الولايات المتحدة بسبب فشل تنفسي.

## وصلات خارجية
- جيم بيشوب على موقع IMDb (الإنجليزية)